# SEAT 133
O SEAT 133 é um carro citadino com motor traseiro projetado e vendido pela SEAT na Espanha de 1974 a 1979, e até 1982 para mercados de exportação. O carro usava o chassi e o motor do então extinto Fiat/SEAT 850 e apresentava uma nova carroceria no estilo do contemporâneo, um pouco maior e apenas indiretamente relacionado Fiat 127.

## História
O carro foi exibido pela primeira vez no Salão do Automóvel de Barcelona em maio de 1974. Foi desenvolvido pela SEAT, com a qual a empresa italiana Fiat assinou um acordo de colaboração na década de 1950.

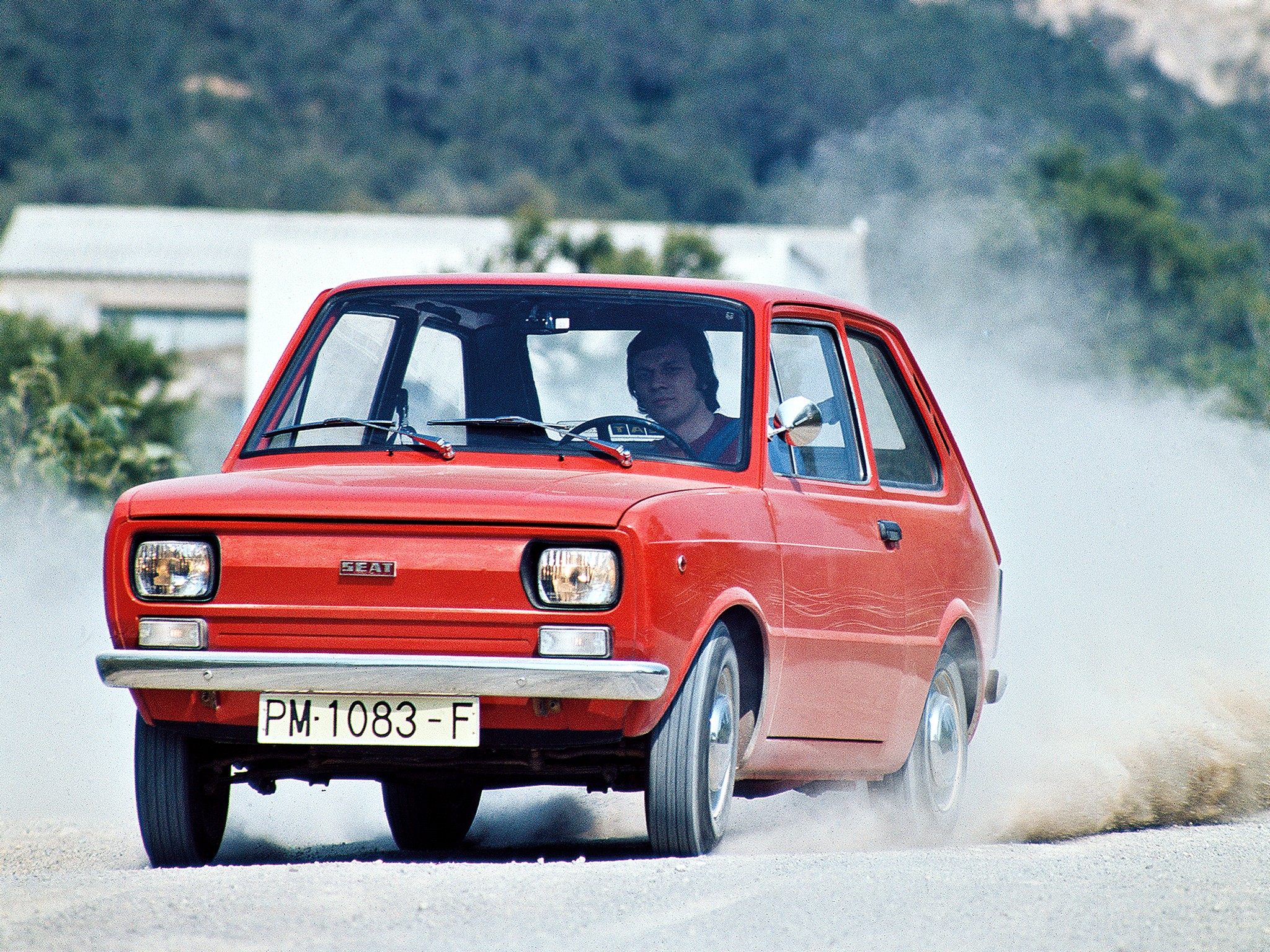
SEAT 133

A premissa de design do 133 era que ele tinha que ser um carro barato tanto para desenvolver quanto para produzir. Assim, o produto final herdou a maioria de seus componentes do SEAT 850 (ou do muito próximo Fiat 850).

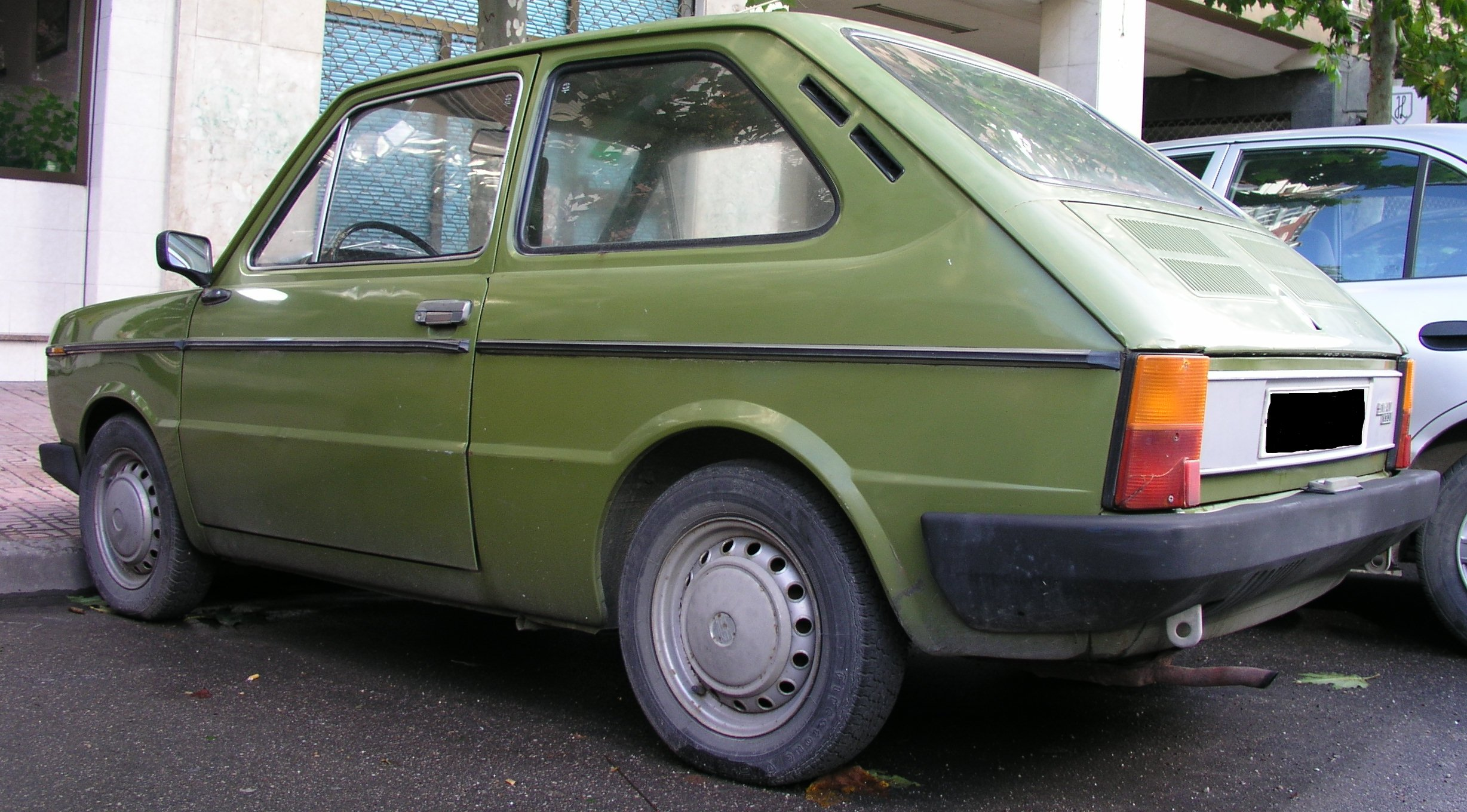
Seat 133 L (traseira)

O 133 substituiu efetivamente o SEAT 850 e o SEAT 600, ambos produzidos em números consideráveis, com cerca de 800.000 dos mais veneráveis 600 construídos - quase exclusivamente para o mercado interno - até 1974.
Inicialmente, o 133 foi vendido apenas na Espanha e não obteve grande sucesso, pois sofria de problemas frequentes de superaquecimento. Ele foi criado para substituir os antigos modelos 600 e 850, e também para fornecer um meio para a SEAT abrir novos mercados e compensar a perda de vendas na Espanha que viria com o desaparecimento das restrições nas importações de carros durante a década de 1970. As taxas de exportação foram maiores do que as dos predecessores do 133 (assim como do restante da linha SEAT), atingindo 36,7 por cento em 1976. Até 200.000 SEAT 133 foram produzidos em 1979 na Espanha.
Notável naquela época era a taxa de compressão do motor de apenas 8:1, que permitia que o carro funcionasse com gasolina de 85 octanas. Isso ainda era apropriado na Espanha, mas em outros lugares da Europa Ocidental, até mesmo os tipos de combustível "regulares" agora geralmente garantiam uma classificação mínima de octanas mais alta.
Assim como o 850, era um carro com tração traseira e motor traseiro – um layout que estava sendo suplantado por hatchbacks com motor dianteiro e tração dianteira, como o Renault 5 e o próprio Fiat 127 da Fiat na época. Refletindo o layout do motor traseiro, havia apenas um pequeno compartimento atrás dos bancos traseiros, com mais espaço para bagagem no porta-malas dianteiro.

## Mercados de exportação

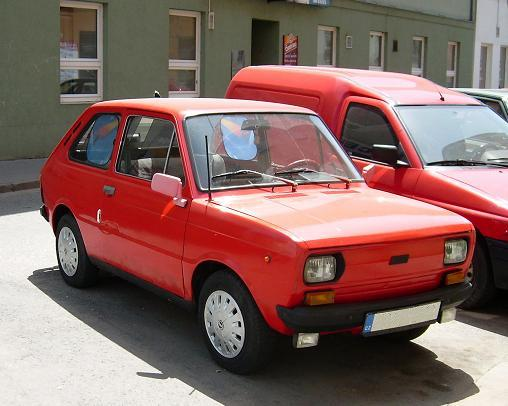
Fiat 133 (Europa)

O SEAT 133 foi nomeado como Fiat 133 em certos mercados de exportação onde a marca SEAT era desconhecida. Cerca de 127.000 unidades foram exportadas, a maioria sob o nome Fiat.

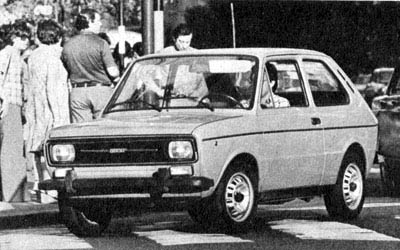
Fiat 133 (Argentina)

O SEAT 133 foi exportado para a Alemanha a partir do outono de 1974: lá, ele encontrou algum sucesso entre os fiéis da tração traseira em meados dos anos 1970. Ele também foi vendido na Grã-Bretanha a partir de junho de 1975. Esses países não tinham rede de concessionárias SEAT na época, e os carros foram marcados como Fiat 133, para serem comercializados junto com os Fiat 126 e 127.

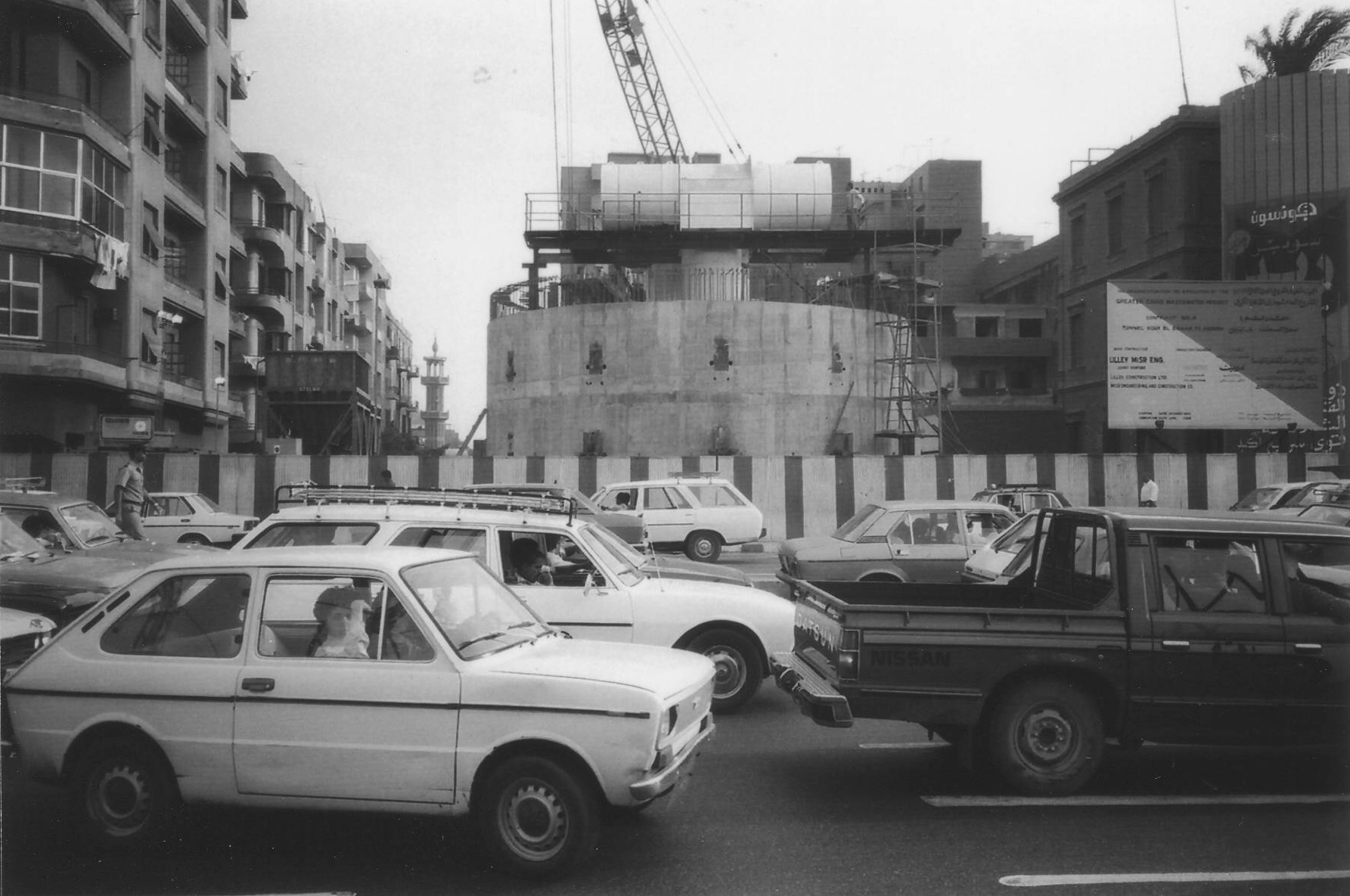
Nasr 133

De 1977 a 1980, a subsidiária argentina da Fiat os produziu, também sob o nome Fiat, e de 1981 a 1982 pela Sevel Argentina. Cerca de 15.821 Fiat 133 foram feitos na Fábrica Fiat/Sevel em Córdoba, Argentina, entre 1977 e 1982.
Uma versão esportiva chamada FIAT 133 T IAVA desenvolvida pela Industria Argentina de Vehículos de Avanzada (IAVA) foi fabricada entre 1979 e 1980.
Em abril de 1977, foi anunciado que o Egito estava prestes a se tornar o 32º país produtor de carros do mundo. Isso ocorreu após a assinatura de um acordo para o envio de kits CKD da fábrica da Seat em Barcelona para as instalações de Heluã da Nasr Automotive Manufacturing Company para montagem, a fim de abastecer o mercado egípcio e exportar para o Iraque.

## Automobilismo
O 133 é popular no automobilismo finlandês de baixo orçamento chamado jokamiesluokka, uma série de corridas folclóricas locais, onde mais de 30% dos pilotos escolheram dirigir o Fiat 133 em algum momento.